# 庫特 (科西夫區)

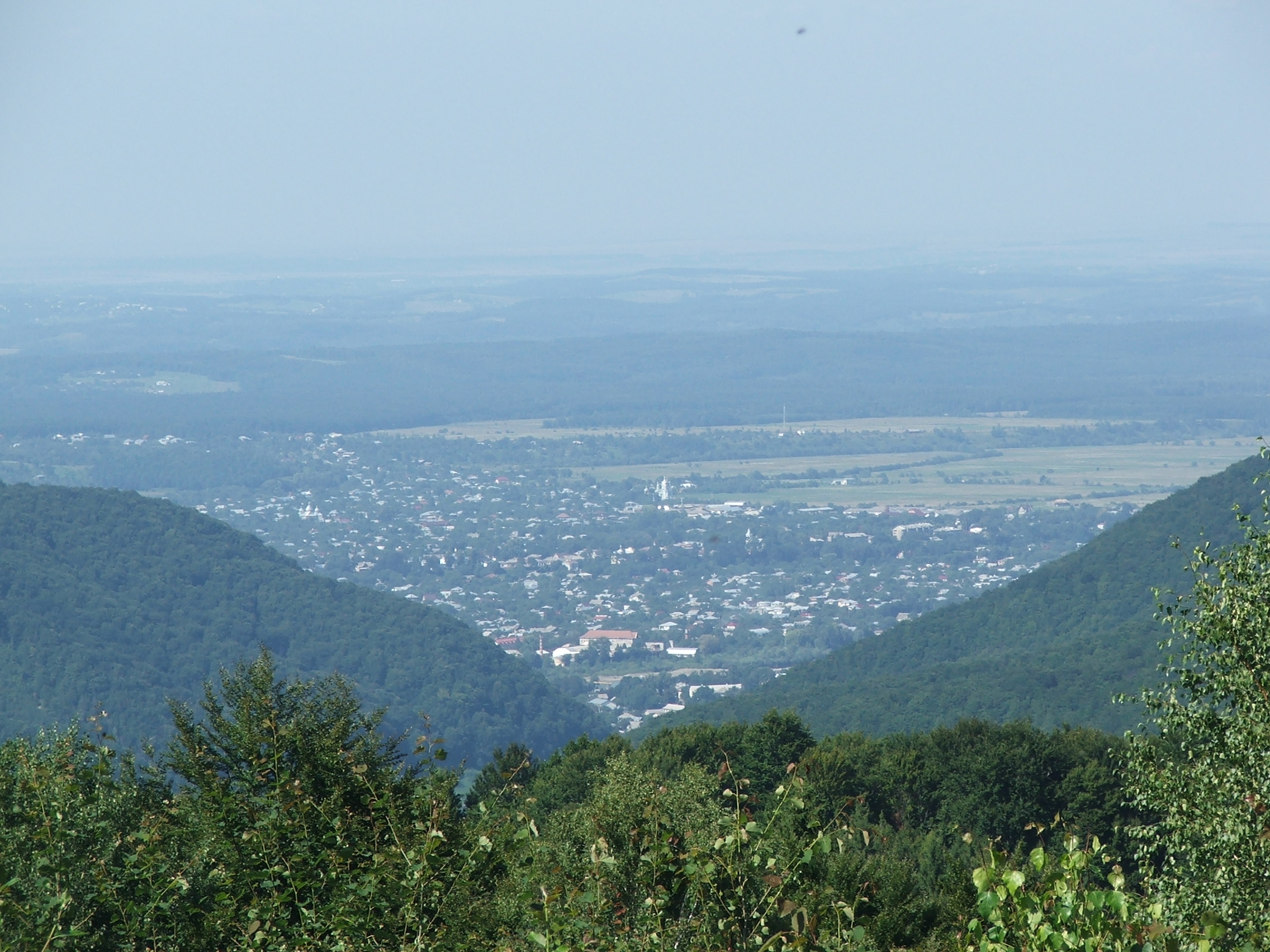
库特远眺

庫特（羅馬化：Kuty）是烏克蘭西部伊萬諾-弗蘭科夫斯克州科西夫区库特市镇内的市級鎮及其行政中心。處於切雷莫什河畔，面積4.9平方公里，2011年人口4,161，人口密度每平方公里849人。